# Trachelyopterus amblops
Trachelyopterus amblops és una espècie de peix de la família dels auqueniptèrids i de l'ordre dels siluriformes.

## Morfologia
Els mascles poden assolir els 19 cm de llargària total.

## Distribució geogràfica
Es troba a Centreamèrica: conca del riu Tuira.